# Glomus carotídeo
El glomus carotídeo (también, cuerpo carotídeo) es un conjunto de células situado en el cuello, en la bifurcación de las arteria carótida, donde esta arteria se divide en carótida interna y carótida externa. Tiene la función de actuar como un quimiorreceptor de la sangre, detectando su nivel de oxígeno y participando en la regulación de la respiración. Está irrigado por pequeños vasos procedentes de la arteria carótida común.
Los tumores del glomus carotídeo son lesiones de crecimiento lento, hipervascularizados, infrecuentes, derivados de células paraganglionares de la cresta neural y que representan casi la mitad de los paragangliomas.
- Glomus de piel: se ubica en la piel de las yemas de los dedos. La arteriola se denomina en este caso conducto de Sucquet-Hoyer.

- Glomus aórtico: en el cayado de la aorta. Función similar al glomus carotídeo.